# 姬甘蔗金龜
姬甘蔗金龜（学名：Apogonia amida）为金龜子科甘蔗金龜屬下的一个种。